# Pablo Felipe Pereira de Jesus
Pablo Felipe Pereira de Jesus, noto semplicemente come Pablo (Braga, 2 gennaio 2004), è un calciatore portoghese, attaccante del Gil Vicente.

## Carriera
Cresciuto nel settore giovanile del Famalicão, debutta in prima squadra il 1º agosto 2021 in occasione dell'incontro di Taça da Liga vinto ai rigori contro l'Estoril Praia.

## Statistiche

### Presenze e reti nei club
Statistiche aggiornate al 31 ottobre 2021.
| Stagione        | Squadra         | Campionato      | Campionato | Campionato | Coppe nazionali | Coppe nazionali | Coppe nazionali | Coppe continentali | Coppe continentali | Coppe continentali | Altre coppe | Altre coppe | Altre coppe | Totale | Totale |
| Stagione        | Squadra         | Comp            | Pres       | Reti       | Comp            | Pres            | Reti            | Comp               | Pres               | Reti               | Comp        | Pres        | Reti        | Pres   | Reti   |
| --------------- | --------------- | --------------- | ---------- | ---------- | --------------- | --------------- | --------------- | ------------------ | ------------------ | ------------------ | ----------- | ----------- | ----------- | ------ | ------ |
| 2021-2022       | Famalicão       | PL              | 4          | 0          | CP+CdL          | 0+1             | 0               |                    | -                  | -                  |             | -           | -           | 5      | 0      |
| Totale carriera | Totale carriera | Totale carriera | 4          | 0          |                 | 1               | 0               |                    | -                  | -                  |             | -           | -           | 5      | 0      |